# Theophil Steinbrenner
Theophil Steinbrenner, genannt auch Theo Steinbrenner (* 30. März 1946 in Herbstadt im Landkreis Königshofen im Grabfeld; † 18. Dezember 2018 in Kitzingen), war ein deutscher Bildender Künstler.

## Leben
Nach dem Studium der Sport- und Kunstpädagogik von 1965 bis 1969 in Bamberg und Nürnberg unterrichtete Theophil „Theo“ Steinbrenner bis 1982 an der Paul-Eber-Schule in Kitzingen Kunst. 1982 quittierte er den Staatsdienst und unterrichtete noch ein Jahr am Egbert-Gymnasium in Münsterschwarzach. 1983 nahm er die freiberufliche Tätigkeit als freischaffender bildender Künstler auf. Seit 1974 ist er mit Ursula Steinbrenner verheiratet und hat mit ihr zwei Kinder. 1979 baute er in Schwarzach am Main sein Haus mit Atelier und Galerie. Außerdem wurde der heutige Skulpturenpark angelegt. 1986 übernahm Theophil Steinbrenner einen alten Wehrturm in der Weinbaugemeinde Sommerach und gründete das eigene Turm-Museum mit der ersten Kleinkunstbühne für Stadt und Landkreis Kitzingen. Im gleichen Jahr entstand auch sein Freundes- und Kulturkreis, der heute mehr als 500 Mitglieder zählt. 1996 erwarb er mit seiner Frau ein altes Gehöft nahe Kirchschönbach. Der Hof wurde 1794 als Abdeckerei (Tierkörperverwertungsanstalt) gebaut. Der Künstler konnte ihn mit Freunden renovieren und zum Jagd- und Kulturhof Alte Fallmeisterei umgestalten.
Theophil Steinbrenners Grabstätte befindet sich auf dem Friedhof der Heiligkreuzkirche von Stadtschwarzach.

## Werke
Theophil Steinbrenner arbeitete als Maler, Zeichner, Keramiker und Bildhauer. Zu seinen graphischen Arbeiten zählen Gemälde von Aquarellen bis Ölbildern ebenso wie Zeichnungen und Heißnadel-Radierungen. Im Bereich der Keramik reduzierte er die Produktion, nachdem er den Töpferbetrieb 2004 eingestellt hatte, auf Baukeramik, die Kachelöfen. In Kanada entstand beispielsweise ein Ofen mit integrierter Badewanne, in Würzburg einer, der nebenbei als Treppe dient.
Der Künstler stellte daneben auch Bronzeskulpturen her, darunter menschliche und tierische Klein- und Großplastiken und Brunnen. So gibt es über 300 Steinbrenner-Brunnen beispielsweise in Hamburg, Trier, Bad Reichenhall, Neustadt an der Aisch, Diespeck oder im oberösterreichischen Perg bei Linz.
Die Plastik „Leinach 2000“ von 1998 symbolisiert mit zwei lebensgroßen Bronzefiguren den 1978 erfolgten Zusammenschluss der Gemeinden Unterleinach und Oberleinach und verweist durch Utensilien auf die früher in den Orten wichtige Erwerbstätigkeit im Wein- und Kirschenanbau. Sie wurde 1999 in Leinach aufgestellt.

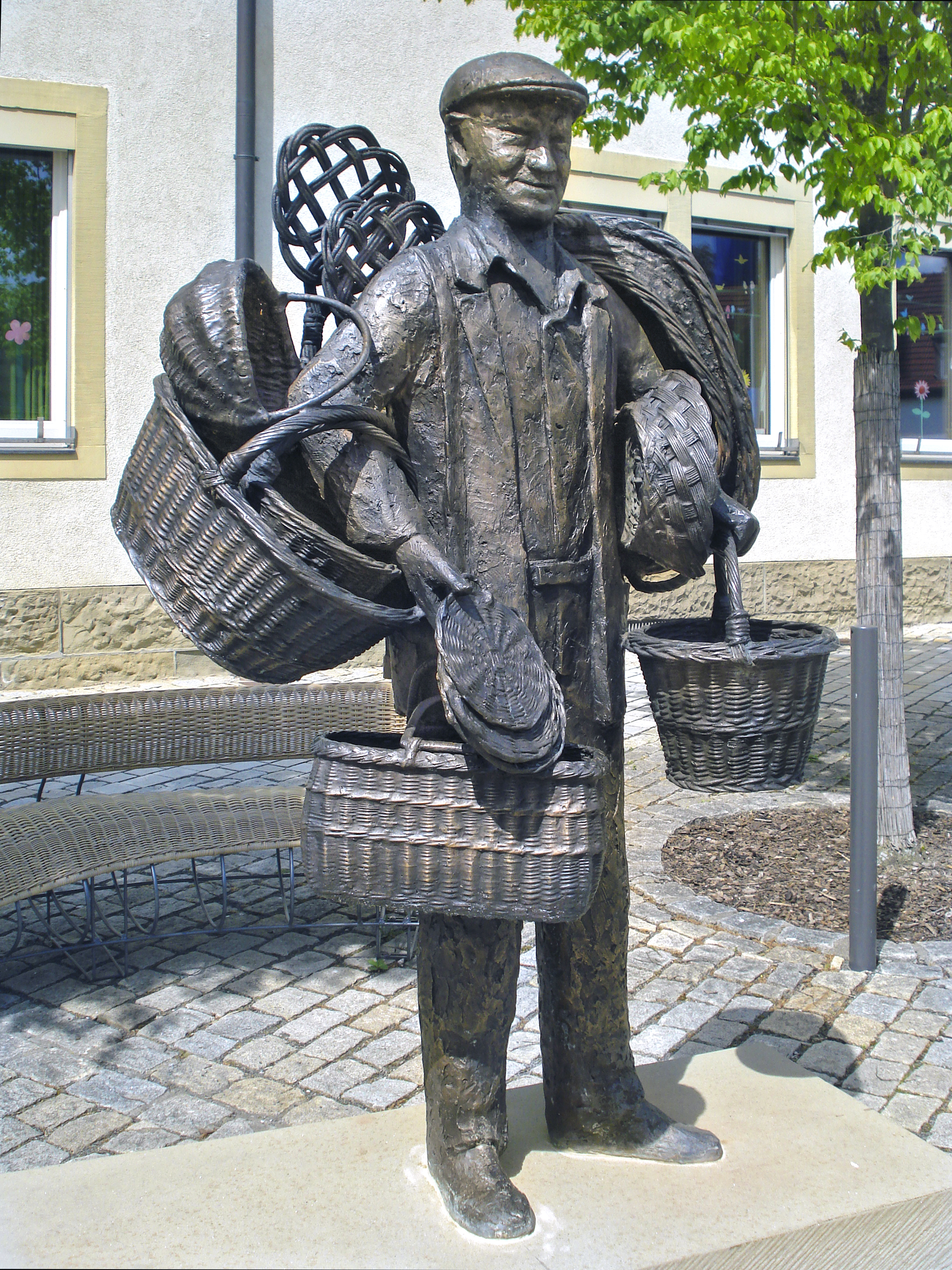
Sander Raaser (Skulptur auf dem Kirchplatz in Sand am Main)
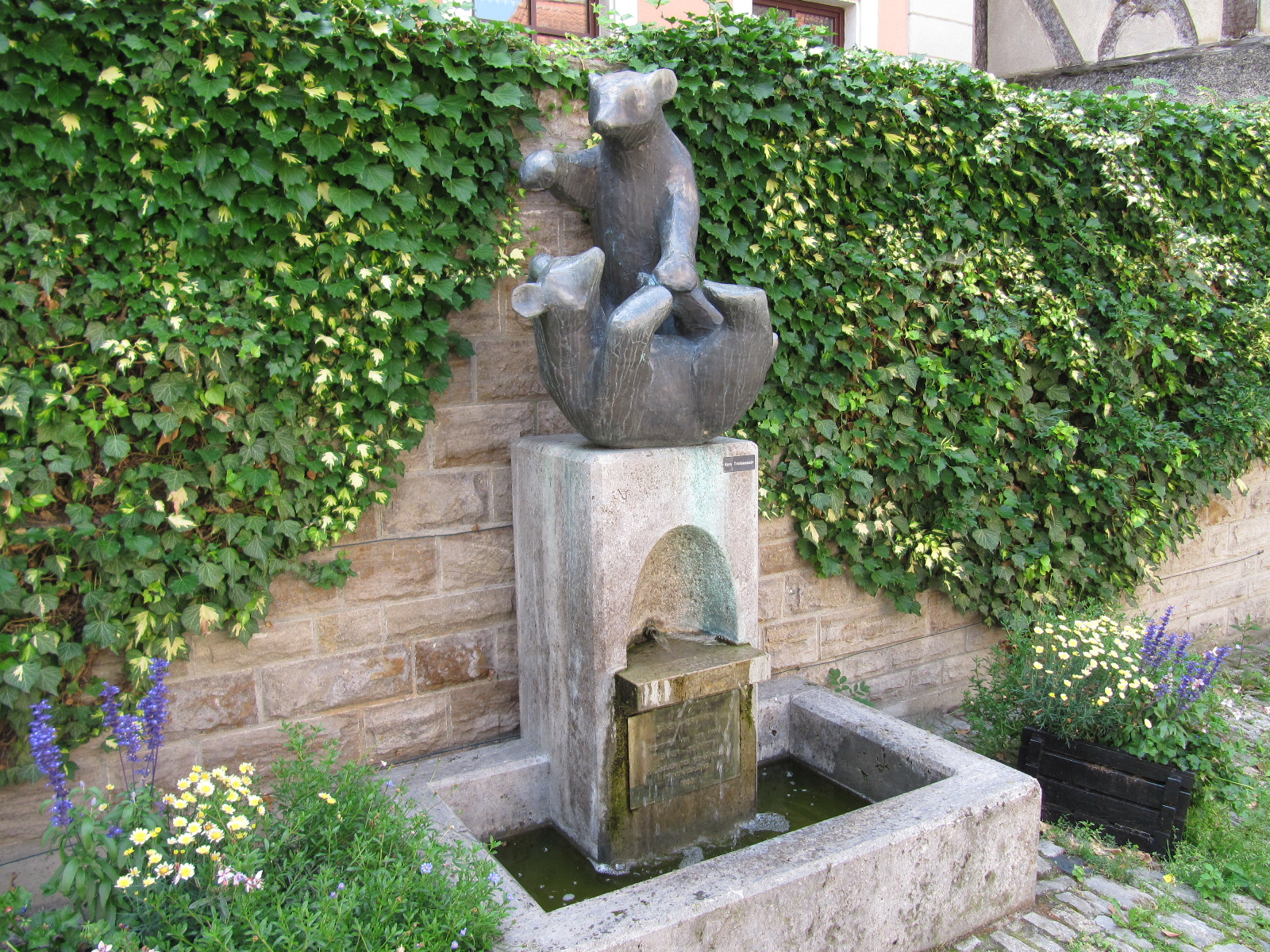
Spielende Bären (Brunnen in Mainbernheim)
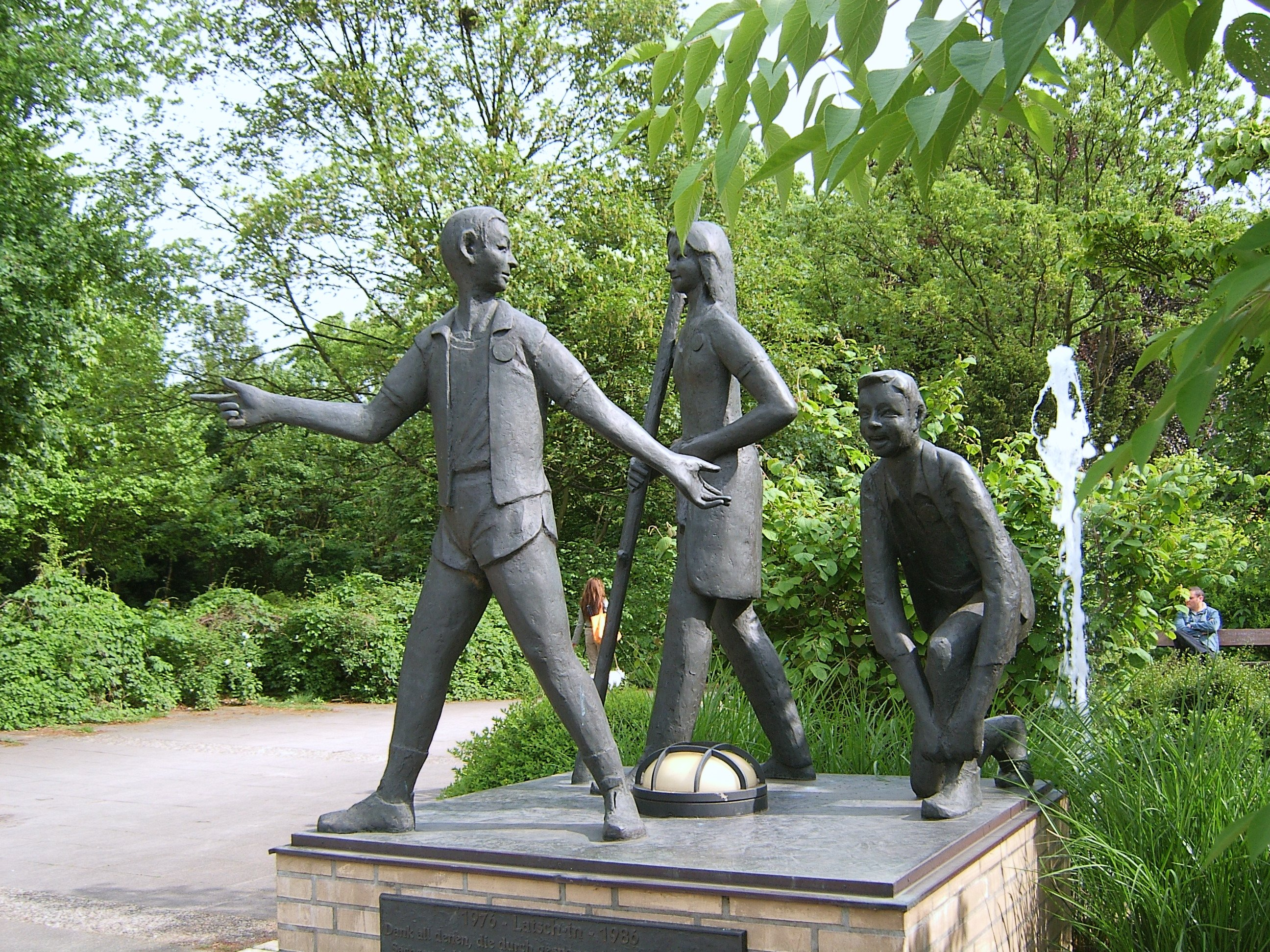
Wandernde Kinder (Hamburg-Wandsbek, 1996)
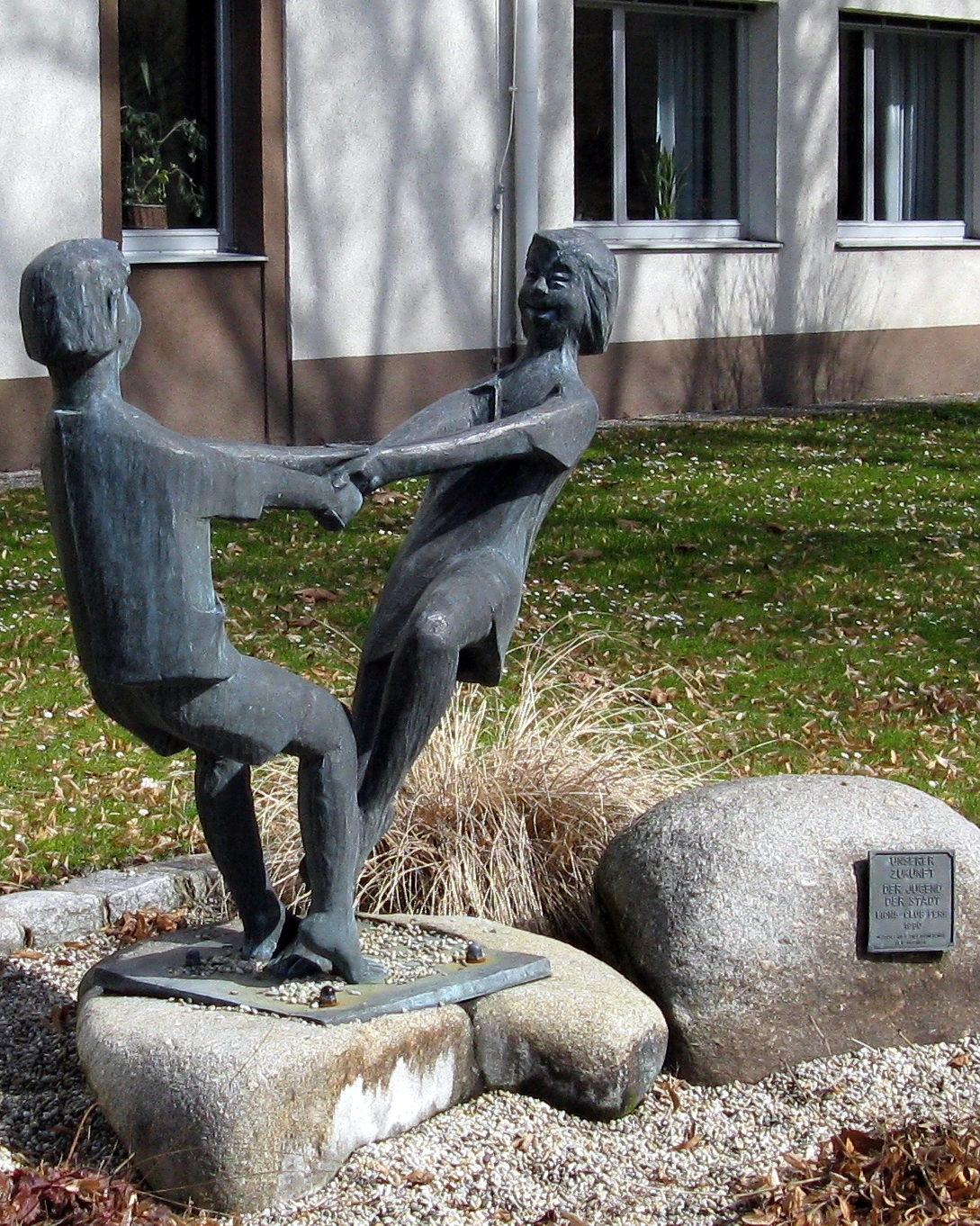
Steinbrennerbrunnen in Perg in Oberösterreich

## Veranstaltungen
Mit der Gründung des Turm-Museums, der daraus resultierenden Kleinkunstbühne und später dem Jagd- und Kulturhof Alte Fallmeisterei entstand auch eine neue Kulturreihe: Kultur in Turm und Hof. Das Jahresprogramm wird von Nachwuchskünstlern bis zu den Großen des deutschsprachigen Film- und Fernsehgeschäftes gestaltet. So bildeten Stars von Günter Strack über Christian Quadflieg, Michaela May und Jutta Speidel bis hin zu Friedrich von Thun den Höhepunkt des Kulturjahres mit der Schwarzacher Weihnacht, die schließlich in der Arche in Schwarzach am Main stattfand.